# Barka (antično mesto)
Barka (arabsko برقة, Barqa; Berbersko: Berqa), imenovana tudi Barke (grško Bárkē), je bilo starodavno mesto in nekdanja škofija v današnji Libiji, ki je preživelo kot rimokatoliški in pravoslavni sedež.

## Zgodovina

### Antika
Zgodovinarji domnevajo, da je bila Barka prvotno naselje libijskega plemena Barači. Kasneje so ga okoli leta 560 pred našim štetjem kolonizirali grški naseljenci iz Kirene in mesto je postalo gospodarsko zelo močno. Imenovalo se je Barke (Βάρκη). Kasneje so ga zavzeli Perzijci, ki so večino njegovih prebivalcev preselili v Baktrijo. Nato je postalo Rimsko in Bizantinsko. Bilo je na obalnem območju današnje Libije. Kot grško mesto je bilo skupaj s samim mestom Kirena del cirenajškega Pentapolisa. Ahemenidski kralj Darij I. je naselil barkejske ujetnike v vasi v Baktriji, ki je cvetela še v Herodotovem času.
Po mnenju večine arheologov se je nahajalo v okraju Marju, približno 100 kilometrov severovzhodno od Bengazija, po mnenju Aleksandra Grahama pa je bil v Tolmeiti (Ptolemais). V Marju ni najdenih vidnih ostanki starodavne naselbine, nekatere najdbe, ki so bile tam odkrite v času italijanske kolonialne prevlade v Libiji (1913–41), pa so na ogled v muzeju v Tolmeiti.
Ime mesta je bilo arabizirano kot Barqah, in se je nanašalo na nekdanjo državo in provinco Cirenajko.

### Od arabskega osvajanja
Barke je bil del Afriškega eksarhata, dokler ga niso osvojili Arabci v letih 643–644 – v okviru islamskega osvajanja Severne Afrike. Prvotno je služilo kot glavno mesto kalifatske province Barqah. Ko so Osmanski Turki leta 1521 osvojili regijo, so za provinco uporabili turško obliko "Barka", vendar niso ohranili statusa mesta kot glavnega mesta.

## Barka in krščanstvo
Zgodnje krščanstvo se je iz Egipta razširilo v Pentapolis v Severni Afriki. Sinezij Kirenski (370 – 414 n.š.), škof Ptolemajde, je bil poučevan v Aleksandriji tako v katehetski šoli kot v Musejonu, ohranil pa je veliko spoštovanje in naklonjenost do Hipatije, zadnjega poganskega neoplatonista, katerega pouka se je udeleževal. Teofil, aleksandrijski patriarh, je Sinezija leta 410 povzdignil v škofa.
V skladu s sklepom nicejskega koncila leta 325 je Cirenajka priznana kot cerkveno odvisna od sedeža v Aleksandriji. Pentapolis je zato vključen v naslove, ki jih uporabljata tako patriarh koptske cerkve kot grški pravoslavni patriarh v Aleksandriji.
Čeprav je bilo mesto Barka v rimskem obdobju pogosto uničeno in nato obnovljeno ter postalo zgolj zaselek, je bila Barka kljub temu sedež škofije. Med škofi, ki so sodelovali na prvem nikejskem koncilu leta 325, je bil arijanec Zopiros iz Barke. Zenobij je podpisal akte koncila v Efezu leta 431, Teodor pa je sodeloval na roparskem koncilu v Efezu leta 449, katerega odločitve je odpravil kalcedonski koncil leta 451.

### Pravoslavni naslovni sedež
Metropolit Zahodnega Pentapolisa je imel najvišji položaj v Sveti sinodi Koptske pravoslavne cerkve po položaju papeža v Aleksandriji. Od smrti te eparhije kot glavne nadškofovske metropole v času papeža Janeza VI. Aleksandrijskega je položaj ostal kot naslovni sedež pri drugi škofiji.

### Latinsko katoliški naslovni sedež
Tudi za Katoliško cerkev je Barka, ki ni več rezidenčna škofija, danes navedena kot naslovni sedež. V preteklem stoletju je bilo 11 škofov katoliškega naslovnega sedeža. Najnovejši je bil Andraos Salama pred njegovim imenovanjem za škofa Koptske katoliške eparhije v Gizi.